# Lysionotus
Lysionotus es un género con 51 especies de plantas herbáceas perteneciente a la familia Gesneriaceae. Es originario del sur de Asia.

## Descripción
Son plantas herbáceas o arbustos de hábitos epífitas. Tiene el tallo ramificado, con ramas leñosas ± , glabras. Las hojas son opuestas o en grupos de tres, desiguales en tamaño, herbáceas o coriáceas, con pecíolo corto, la lámina lanceolada o elíptica, acuminada, margen crenado- aserrado. Las inflorescencias en cimas pedunculadas, con pocas a muchas flores, bracteolas discretas. Sépalos casi libre en la base, lanceolados. Corola tubular en forma de embudo, tubo recto, inflados en la mitad superior. Fruto alargado en cápsula cilíndrica. El número de cromosomas : 2n = 32.

## Distribución y hábitat
Se distribuyen desde el norte de la India y Nepal hacia el este a través de norte de Tailandia, Vietnam, norte y sur de China (23 especies) hasta el sur de Japón. Crecen como epífitas en los árboles en el bosque o en las húmedas rocas cubiertas de musgo, en alturas de 300 - 3100 m s. n. m.

## Taxonomía
El género fue descrito por David Don y publicado en Edinburgh Philosophical Journal 7(13): 85–86. 1822.
Etimología
El nombre del género deriva de las palabras griegas λύσις,  lisis = separación , disolución y νώτος , nōtos  = detrás , la espalda, lo que significa que los lóculos del estallido de la cápsula se efectúan en la parte posterior. 

## Especies seleccionadas
- Lysionotus albida
- Lysionotus angustifolia
- Lysionotus angustisepalus
- Lysionotus apicidens
- Lysionotus aeschynanthoides
- Lysionotus atropurpureus
- Lysionotus aucklandii
- Lysionotus brachycarpus
- Lysionotus carnosa